# テーニ
テーニ（தேனி；Theni）は、インド南部のタミル・ナードゥ州にある都市。テーニ県の県庁所在地であり、同県テーニ郡の中心都市である。

## 政治
テーニ県はAIADMKの勢力が強く、2001年の統一地方選挙ではAIADMKのD・ガネーサンが当選し、2006年の統一地方選挙でも、AIADMKの候補であるRd・ガネーサンがINCの候補であるN・R・T・ラージャクマーラン博士を抑えて当選した。

## 経済
テーニは地方経済の中心地であり、綿、綿織物、絹、農産物などの集散地である。
テーニ県はもともとマドゥライ県に属していたので、交通網の整備も大都市マドゥライにつながる形で行われた。インド南部鉄道ボーディナーヤッカヌール線の狭軌鉄道路線がマドゥライ連絡駅から引かれてテーニ駅が設置されており、道路も国道49号線がマドゥライに通じている。最寄りの空港もマドゥライ空港である。

## 教育
主な学校には、以下のようなものがある。
- ナーダール・サラスヴァティ大学
  - ナーダール・サラスヴァティ女子高等学校
  - ナーダール・サラスヴァティ男子高等学校
    - ナーダール・サラスヴァティ小学校

## 都市の位置
北緯： 10° 0' 0 
東経： 77° 28' 60 
- 県外
  - チェンナイまで 498km
  - マドゥライまで 76km
  - ティンドゥッカル県コダイッカーナルまで 87km
  - ティンドゥッカル県パリャニまで 132km
  - ケーララ州ムーンナールまで 90km
  - ケーララ州イェルナークラムまで 174km
- 県内
  - ボーディナーヤッカヌールまで 16km
  - アーンディッパッティまで 16km